# Мельник Володимир Петрович
 Володи́мир Петро́вич Ме́льник (нар. 25 листопада 1952, с. Плисків Погребищенського рн-у, Вінницької обл.) — доктор філософських наук, професор, декан філософського факультету Львівського університету ім. Франка (1996—2014), ректор ЛНУ (з 12 червня 2014 року по 29 квітня 2025 року)., член-кореспондент Національної академії наук України (з 7 березня 2018 року)., заслужений професор Львівського університету (2010).

## Життєпис
Закінчив Львівський політехнічний інститут, спеціальність "Електронні прилади" (1974).
З вересня 1974 по серпень 1976 проходив строкову службу в лавах радянській армії. Працював: старший лаборант (1976—1980), асистент (1980—1986), доцент (1986, 1990—1991) кафедри філософії Львівського університету; заступник завідувача, а згодом завідувач відділу науки та навчальних закладів Львівського обласного комітету КПУ (грудень 1986 — травень 1990); докторант філософського факультету Київського університету (1991—1995); доцент (1995—1996), професор (від 1996) кафедри філософії, декан філософського факультету (від 1996) Львівського університету, за сумісництвом професор (від 1996) кафедри гуманітарних дисциплін, філософії і економіки Львівського медичного університету. Заступник голови Львівської обласної державної адміністрації з питань політико-правової та гуманітарної сфери (травень 2002 — липень 2003).
Кандидат філософських наук (1983), доцент (1986), доктор філософських наук (1995), професор (1997).
27 травня 2014 року Володимира Мельника конференція трудового колективу обрала ректором Львівського національного університету імені Івана Франка. Наказом Міністерства освіти і науки України від 11 червня 2014 року № 262-К Володимира Мельника призначено Ректором Львівського національного університету імені Івана Франка.

## Науковий доробок
Наукові інтереси: філософські проблеми науки, техніки, технікознавства. Автор близько 160 наукових і навчально-методичних праць, серед них монографії, брошури.

### Основні праці
- Методологічні аспекти розвитку технічного знання в умовах посилюючої інтеграції науки. (канд. дис.). Львів, 1983;
- Філософія технікознавства: єдність гносеологічного і предметно-перетворювального. Мельник Володимир Петрович. Філософія технікознавства: єдність гносеологічного і предметно-перетворювального: Дис… д-ра філос. наук: 09.00.01 / Київський університет ім. Тараса Шевченка. Київ, 1995;
- Філософія сучасної науки і техніки (монографія). Львів, 2006;
- Мельник В. П. Толерантність як соціокультурний феномен: світоглядно-методологічний аспект / За ред. проф. Мельника В. П. ‒ Львів, 2012 р.;
- Мельник В. П. Антропологічні виміри сучасної науки: колективна монографія / За заг. ред. Мельника В. П. Людина в сучасному світі. Кн.1. Філософсько-культурологічні виміри. — Львів, 2012.

## Державні нагороди
- Орден «За заслуги» III ст. (10 жовтня 2011) — за вагомий особистий внесок у розвиток національної освіти, підготовку висококваліфікованих фахівців, багаторічну плідну науково-педагогічну діяльність та з нагоди 350-річчя Львівського національного університету імені Івана Франка[4]
- Орден князя Ярослава Мудрого V ст. (1 грудня 2017) — за значний особистий внесок у державне будівництво, соціально-економічний, науково-технічний, культурно-освітній розвиток Української держави, вагомі трудові досягнення, багаторічну сумлінну працю[5]
- Орден князя Ярослава Мудрого IV ст. (22 січня 2024) — за значні заслуги у зміцненні української державності, мужність і самовідданість, виявлені у захисті суверенітету та територіальної цілісності України, вагомий особистий внесок у розвиток різних сфер суспільного життя, сумлінне виконання професійного обов’язку[6]